# Fussels Corner
Fussels Corner es un lugar designado por el censo ubicado en el condado de Polk en el estado estadounidense de Florida. En el Censo de 2010 tenía una población de 5.561 habitantes y una densidad poblacional de 372,18 personas por km².

## Geografía
Fussels Corner se encuentra ubicado en las coordenadas 28°3′28″N 81°51′38″O / 28.05778, -81.86056. Según la Oficina del Censo de los Estados Unidos, Fussels Corner tiene una superficie total de 14.94 km², de la cual 14.36 km² corresponden a tierra firme y (3.88%) 0.58 km² es agua.

## Demografía
Según el censo de 2010, había 5.561 personas residiendo en Fussels Corner. La densidad de población era de 372,18 hab./km². De los 5.561 habitantes, Fussels Corner estaba compuesto por el 87.48% blancos, el 4.24% eran afroamericanos, el 0.58% eran amerindios, el 0.41% eran asiáticos, el 0.02% eran isleños del Pacífico, el 5.84% eran de otras razas y el 1.42% pertenecían a dos o más razas. Del total de la población el 10.14% eran hispanos o latinos de cualquier raza.